# Grand Bonheur
Pour plus de détails, voir Fiche technique et Distribution.
Grand Bonheur est un film français réalisé par Hervé Le Roux et sorti en 1993.

## Fiche technique
- Titre : Grand Bonheur
- Réalisation : Hervé Le Roux
- Scénario : Hervé Le Roux
- Photographie : Antoine Roch
- Décors : Patrick Durand
- Costumes : Philippe Guillotel et Nathalie Raoul
- Son : Frédéric Ullman et Bernard Borel
- Montage : Nadine Tarbouriech
- Musique : Michel Pallasse
- Production : Ognon Pictures
- Pays :  France
- Durée : 165 minutes
- Date de sortie : France - 24 novembre 1993

## Distribution
- Charlotte Léo : Caroline
- Pierre Gérard : Philippe
- Pierre Berriau : Paul
- Christine Vouilloz : Nanou
- Lucas Belvaux : Luc
- Marilyne Canto : Judith
- Nathalie Richard : Charly
- Arielle Dombasle : l'actrice blonde qui doute du fait que les frères Taviani soient effectivement frères
- Philippe Arnaud : le professeur d'Histoire du Cinéma moqué par ses élèves
- Laurence Côte : l'ex petite-amie de Philippe
- Rosette : la sœur de Caroline
- Eva Ionesco : Emma
- Benoît Régent : Bernard
- Philippe Morier-Genoud : Me Froidevaux, l'huissier de justice
- Philippe Fretun : Dédé
- Jean-Yves Chatelais : Olivier
- László Szabó : Jean-Paul
- Alain Bergala : Ravi Gadesh
- Fabienne Berriau-Pahud : Hélène
- Bernard Ballet : Georges
- Olivier Cruveiller :  Didier
- Frank Lavital : Julien
- Michel Spinosa : l'animateur bilingue
- Brigitte Tourtchaninoff : la comédienne choriste
- Orazio Massaro : un des deux dragueurs lourdingues à la piscine
- Simon Allio
- Sylvia Carissoli
- Catherine Corbeau
- Yves Siméon
- Yves Testard

## Sélection
- Festival de Cannes 1993 (sélection de la Quinzaine des réalisateurs)[1]